# Yves Reymond
Yves Reymond es un deportista francés que compitió en judo. Ganó dos medallas de plata en el Campeonato Europeo de Judo, en los años 1961 y 1965.

## Palmarés internacional
| Campeonato Europeo | Campeonato Europeo | Campeonato Europeo | Campeonato Europeo |
| Año                | Lugar              | Medalla            | Categoría          |
| ------------------ | ------------------ | ------------------ | ------------------ |
| 1961               | Milán (Italia)     | Medalla de plata   | 1.er dan           |
| 1965               | Madrid (España)    | Medalla de plata   | –93 kg (A)         |